# Hamlet Clark
Pour les articles homonymes, voir Clark.
Hamlet Clark est un entomologiste britannique, né le 30 mars 1823 à Navenby, près de Lincoln et mort le 10 juin 1867 à Rhyl.
Il travaille sur les arachnides et les Dytiscidae (Coléoptères).

## Source
- Notices d'autorité :   - VIAF
  - ISNI
  - IdRef
  - LCCN
  - Pays-Bas
  - Israël
  - Grèce
  - WorldCat
- Anthony Musgrave (1932). Bibliography of Australian Entomology, 1775-1930, with biographical notes on authors and collectors, Royal Zoological Society of New South Wales (Sydney) : viii + 380.